# بورصة تايلاند
 بورصة تايلاند (بالتايلاندية: ตลาดหลักทรัพย์แห่งประเทศไทย) (بالإنجليزية:Stock Exchange of Thailand) هي السوق المالية للتداول في أسهم الشركات في تايلاند وتقع في العاصمة بانكوك كان عدد الشركات المدرجة في 31 ديسمبر 2011 بعدد 545 شركة مدرجة.